# ناجي طالب
ناجي طالب محمد علي محمد صالح العنزي (1 يوليو/تموز 1917 - 23 مارس/آذار 2012)، هو ضابط عسكري وسياسي عراقي ووزير الشؤون الإجتماعية من عام 1958 إلى 1959 ووزير الصناعة عام 1963 ووزير الخارجية من عام 1964 إلى 1965 ورئيس وزراء العراق من عام 1966 إلى 1967، وأحد قادة ثورة 14 تموز.

## ولادته
ولد ناجي طالب بن محمد علي العنزي في الناصرية مركز محافظة ذي قار لاحقا في الأول من تموز 1917 1335هـ. يرجع نسب والده الحاج طالب إلى قبيلة عنزة العربية . كانت عائلته من طبقة ملاك الأراضي في العراق وأملاكهم موجودة لغاية الآن في الناصرية بالإضافة إلى سوق الشيوخ والعكيكة، كان والده في ذلك الوقت عضو في البرلمان العراقي. والدته يرجع نسبها إلى اَل نواص في سوق الشيوخ (أخت الحاج مزهر النواص) وهي من العوائل المعروفة في المدينة. أملاك ناجي طالب موجودة لغاية الآن في مدينة سوق الشيوخ. له من الأولاد 2 (د. طالب مغترب في لندن ود. أنمار يعمل في التجارة داخل وخارج العراق) ومن البنات 4. تزوج من السيدة رفيقة وكانت رفيقة حياته وتوفيت بعده بأشهر معدودات لأنها لم تستطع أن تستمر وحدها .

## مهنته العسكرية
تلقى ناجي طالب تعليمه في الأكاديمية العسكرية البريطانية من 1936 إلى 1939. وخلال عامي 1954 و 1955 شغل منصب الملحق العسكري في السفارة العراقية في لندن ، وآمر اللواء الخامس عشر في الفرقة الأولى في البصرة، وقد تقاعد من الجيش برتبة لواء.

## حياته السياسية

### مع الضباط الأحرار
في عام 1956 كان العقيد الركن ناجي طالب قائد مدرسة كبار الضباط في بغداد. وكان أحد الضباط الذين انتموا إلى تنظيم الضباط الوطنيين الذي أسماه الإعلاميون لاحقاً بتنظيم الضباط الاحرار أسوةً بتنظيم الضباط في مصر والمسمى تنظيم الضباط الأحرار.
في عام 1957 أصبح ناجي طالب النائب الثاني لرئيس حركة الضباط الأحرار في العراق .

### وزيرا
وبعد ثورة 14 تموز استوزر لعدة مرات فكان وزيرا للشؤون الاجتماعية 14 يوليو 1958 - 7 فبراير 1959، وزير الصناعات عام 1963، وزير الشؤون الخارجية 1964- 1965.

### رئيس وزراء العراق
تولّى رئاسة الحكومة العراقية بين 9 أغسطس 1966 و10 مايو 1967 ( وزارة ناجي طالب)، في عهد الرئيس عبد الرحمن عارف .
كان نهجه السياسي يتراوح بين الوطني المستقل والناصري المعتدل، واحتفظ بعلاقات جيدة مع جميع الفصائل العسكرية المتنافسة.

### مع الفلوجة
في 7 نوفمبر 2004 أرسل اقتراحا إلى الأمين العام للأمم المتحدة، كوفي عنان، مبادرة لتشكيل لجنة عراقية من الفلوجة. وجاء في الاقتراح أن ناجي طالب كان على استعداد ليصبح عضوا في هذه المبادرة التي خططت لبدء سلسلة من الزيارات إلى مدينة الفلوجة، لإجراء لقاءات مع سكانها ومقاتليها، والشرطة الرسمية هناك لإيجاد حل عادل للحفاظ على المدينة وشعبها من الأذى .
في 22 أكتوبر 2005 طالب كان يتصرف كمفاوض لأهل السنة في العراق.

## وفاته
توفي في 23 مارس 2012.

## روابط خارجية
- ناجي طالب على موقع مونزينجر (الألمانية)